# 대동맥 판막
대동맥 판막(aortic valve, 대동맥판)은 인간과 대부분의 다른 동물의 심장에 있는 판막으로 좌심실과 대동맥 사이에 위치한다. 이는 심장의 4개 판막 중 하나이자 2개의 반월판 중 하나이며, 다른 하나는 폐동맥 판막이다. 대동맥 판막에는 일반적으로 3개의 첨판(cusp, 교두, 융기) 또는 편(leaflet, 첨판, 첨, 판막 편)이 있지만 인구의 1~2%에서는 선천적으로 2개의 첨판이 있는 것으로 밝혀졌다. 대동맥 판막은 혈액이 전신 순환을 통한 흐름을 멈추기 전에 통과하는 심장의 마지막 구조이다.

## 같이 보기
- 심장판막